# Sigaus takahe
Sigaus takahe är en insektsart som beskrevs av Morris, S.J. 2003. Sigaus takahe ingår i släktet Sigaus och familjen gräshoppor. Inga underarter finns listade i Catalogue of Life.